# Schwebebahnstation Sonnborner Straße
| Sonnborner Straße  | Sonnborner Straße     |
| ------------------ | --------------------- |
|                    |                       |
| Eröffnung:         | 24. Mai 1901          |
| Neubau:            | 2003                  |
| Stadtteil:         | Sonnborn              |
| Lage:              | Landstrecke           |
| Anschrift:         | Sonnborner Straße 146 |
| Stationsnummer:    | 4                     |
| Streckenkilometer: | 2,3                   |
| Stützen:           | 83–84                 |
| Ehemaliger Name:   | Sonnborn Rutenbeck    |

Die Schwebebahnstation Sonnborner Straße (früher nur Sonnborn) ist eine Station der Wuppertaler Schwebebahn im Stadtteil Sonnborn der Stadt Wuppertal. Sie liegt auf der Landstrecke zwischen den Schwebebahnstationen Hammerstein (Richtung Vohwinkel) und Zoo / Stadion (Richtung Oberbarmen).
Im Zuge der Schwebebahnmodernisierung 2003 wurde die Station  komplett erneuert.

## Lage

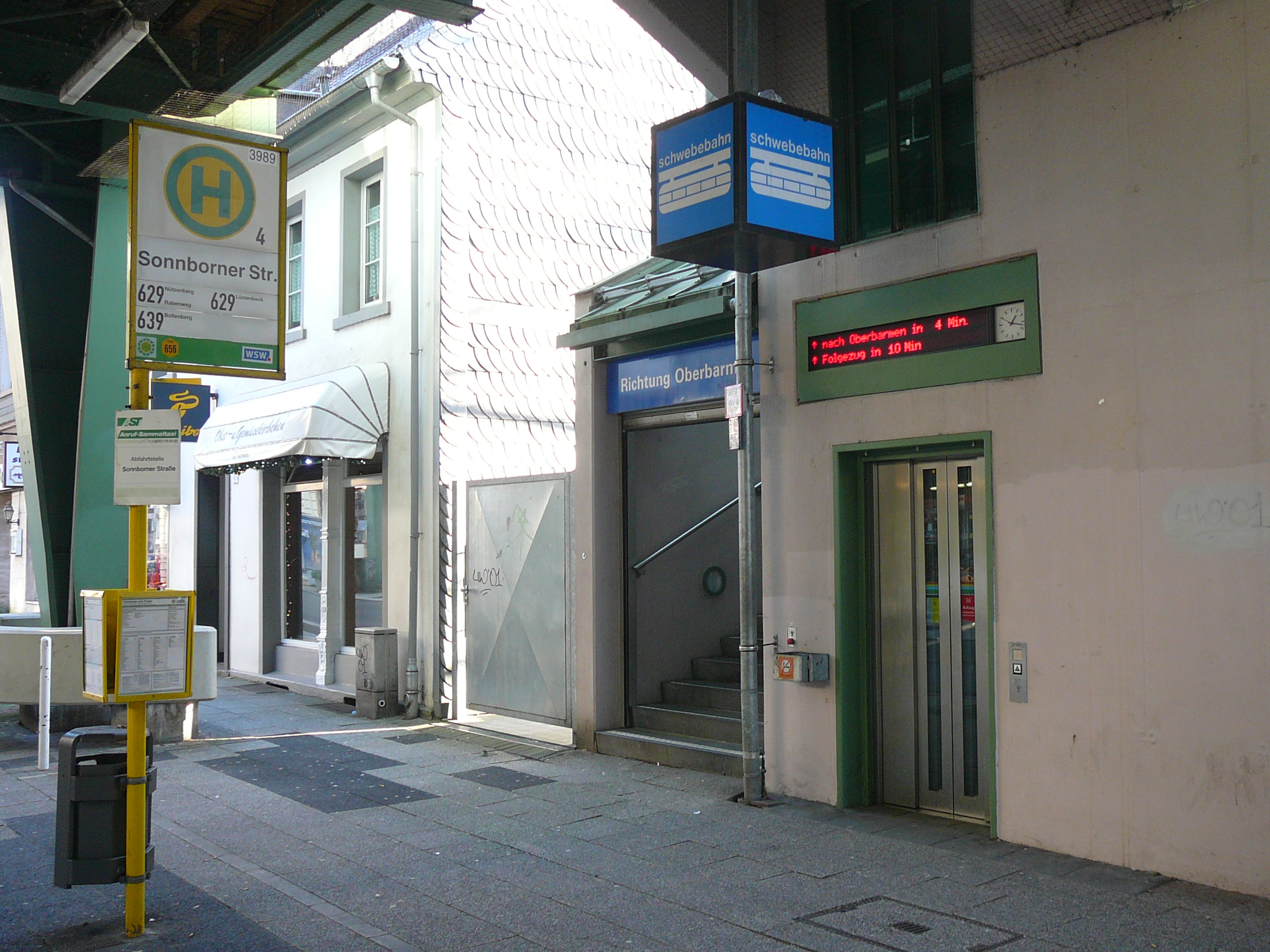
Bushaltestelle gleich unter der Schwebebahnstation (2006)

Die Haltestelle Sonnborner Straße bildet die erste bzw. letzte Station der Landstrecke. Sie befindet sich über ihrem Namensgeber, der Sonnborner Straße, und liegt somit unweit des Zentrums Sonnborns. Der Haltepunkt Wuppertal-Sonnborn ist von hier in gut 5 min fußläufig zu erreichen, wodurch Anschluss an die S-Bahnlinien in Richtung Essen, Düsseldorf und Hagen gewährleistet ist.
Sie bildet mit den Stationen Bruch und Hammerstein eine Gruppe. Trotz der beengten städtebaulichen Situation ist sie großzügig gestaltet, zudem wurden Material und Farbe an die alten Stationen angelehnt. Der Stahl der Haupttragkonstruktion wurde in dem für das Schwebebahngerüst typischen Kölner Brückengrün beschichtet. Die Fassadenprofile sind entsprechend dem ursprünglichen Achsmaß der alten Fassaden von 60 Zentimetern in einem Weißgrün leicht abgesetzt. Besonders an dieser Station ist zudem, dass die Bahnsteige nicht vollständig überdacht sind.

## Schwebebahn
| Linie | Verlauf | Takt    |
| ----- | --- | ------- |
| 60    | Vohwinkel Schwebebahn – Bruch – Hammerstein – Sonnborner Straße – Zoo/Stadion – Varresbecker Straße – Westende – Pestalozzistraße – Robert-Daum-Platz – Ohligsmühle/Stadthalle – Hauptbahnhof – Kluse – Landgericht – Völklinger Straße – Loher Brücke – Adlerbrücke – Alter Markt – Werther Brücke – Wupperfeld – Oberbarmen Bf | 3–5 min |

## Umsteigemöglichkeit
| Linie | Verlauf | Takt                         |
| ----- | --- | ---------------------------- |
| 629   | (W-Nützenberg, Rabenweg – W-Elberfeld, Varresbecker Straße -) W-Sonnborn, Sonnborner Straße – W-Sonnborn Bahnhof – W-Lüntenbeck, Ort | 60 min (in HVZ z. T. 15 min) |
| 639   | W-Sonnborn, Boltenberg – W-Sonnborn, Sonnborner Straße (– W-Zoologischer Garten – W-Zoo, Hindenburgstraße/Junkersweg)                | 60 min                       |